# Anomalía de Ararat

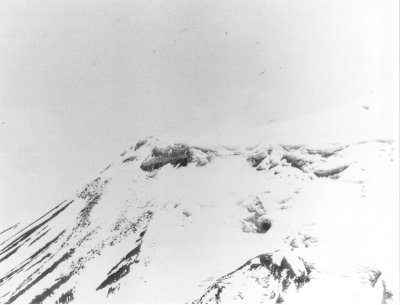
Fotografía de la llamada anomalía de Ararat tomada por el Departamento de Defensa de los Estados Unidos en 1949.

La anomalía de Ararat hace referencia a un posible objeto aparecido en fotografías hechas en la cumbre de nieves perennes del monte Ararat (Turquía), y que ha llevado a grupos cristianos y creacionistas a defender que se trata de una evidencia de los restos del Arca de Noé.
La anomalía se encuentra en la esquina noroeste de la meseta occidental del monte Ararat (aproximadamente en las coordenadas 39°42′10″N 44°16′30″E / 39.70278, 44.27500), a unos 4 724 metros de altitud, unos 2,2 km al oeste de la cumbre (que se alza a  5 137 m.), en el borde de lo que parece ser una pendiente empinada descendente en las fotografías. Se filmó por primera vez durante una misión de reconocimiento aéreo de la Fuerza Aérea de los Estados Unidos en el año 1949. En aquellos años, en los primeros compases de la Guerra Fría, el macizo de Ararat se encontraba en la antigua frontera entre Turquía y la Unión Soviética y, por lo tanto, era un área de interés militar. En consecuencia, se clasificaron las imágenes obtenidas como "secretas", al igual que todas las posteriores sacadas en la misma zona los años 1956, 1973, 1976, 1990 y 1992, tomadas tanto por avión como por satélite.
En virtud de la Ley de Libertad de Información, en el año 1995 se entregaron seis fotogramas de las imágenes tomadas originalmente en 1949 a Porcher Taylor, profesor de la Universidad de Richmond en Virginia y académico del Centro de Estudios Estratégicos e Internacionales con sede en Washington D. C., especializado en inteligencia militar y diplomacia.
Posteriormente se estableció un proyecto de investigación conjunto entre Insight Magazine y la compañía Space Imaging (luego renombrada GeoEye), utilizando el satélite IKONOS para tomar nuevas fotografías desde el espacio. IKONOS capturó la anomalía el 5 de agosto y el 13 de septiembre de 2000. Tras obtenerse las fotos y los datos que registraba, GeoEye construyó un video computarizado con las imágenes de dicha anomalía, dejando verse una estructura a la mitad del vídeo. Una controvertida imagen satelital a "vista de pájaro", tomada por el mismo satélite en 2003 para el mismo proyecto de investigación, fue lanzada al público en 2006.
La zona del monte Ararat también ha sido fotografiada por el satélite francés SPOT en septiembre de 1989, los Landsat en la década de 1970 y por la NASA en 1994. Así mismo, satélites militares de la CIA como los KH-9 Hexagon (1973) y KH-11 Kennen (1990-1992) surcaron la zona fotografiándola.
En abril de 2010, un grupo de exploradores evangélicos turcos y chinos llamado Noah's Ark Ministries International anunció que creían haber descubierto el Arca de Noé a unos 4 000 metros de altura en el Ararat, afirmando haber encontrado restos de madera de la estructura del arca, datados cerca de los años 4 800 a. C. por pruebas de carbono 14 y asegurar que "en un 99%" habían hallado los restos de la mítica embarcación. No obstante, poco después, el profesor Randall Price de la Universidad Liberty, una universidad cristiana estadounidense privada, afirma que el "descubrimiento" de los exploradores fue un engaño organizado por sus proveedores, que contrataron a trabajadores turcos que ayudaron a instalar el "Arca" con los restos de un barco de madera traído de Trabzon, en el mar Negro.